# Minden, Nebraska
Minden är en ort (city) i Kearney County i delstaten Nebraska i USA. Orten hade 3 118 invånare, på en yta av 5,71 km² (2020). Minden är administrativ huvudort (county seat) i Kearney County.